# Goulbi de Maradi
Der Goulbi de Maradi ist ein saisonal Wasser führender rechter Nebenfluss des Rima in Niger und Nigeria.

## Name
Mit dem Hausa-Wort Goulbi wird in Zentral-Niger ein großes Trockental bezeichnet, während die kleineren Trockentäler hier Kori genannt werden. Maradi ist die Hauptstadt der gleichnamigen Region Maradi in Niger. Goulbi de Maradi bedeutet also „(großes) Trockental von Maradi“.
In Nigeria trägt der Fluss auch die Namen Gada und Gulbi n’Zandam.

## Verlauf
Das Einzugsgebiet des Goulbi de Maradi weist eine Fläche von 9787 km² auf. Davon liegen 6704 km² in Niger und 3083 km² in Nigeria. Die Länge des Flusses in Niger beträgt 152 Kilometer. Die Schwemmebene ist hier zwischen 1,5 und 4 Kilometern breit.

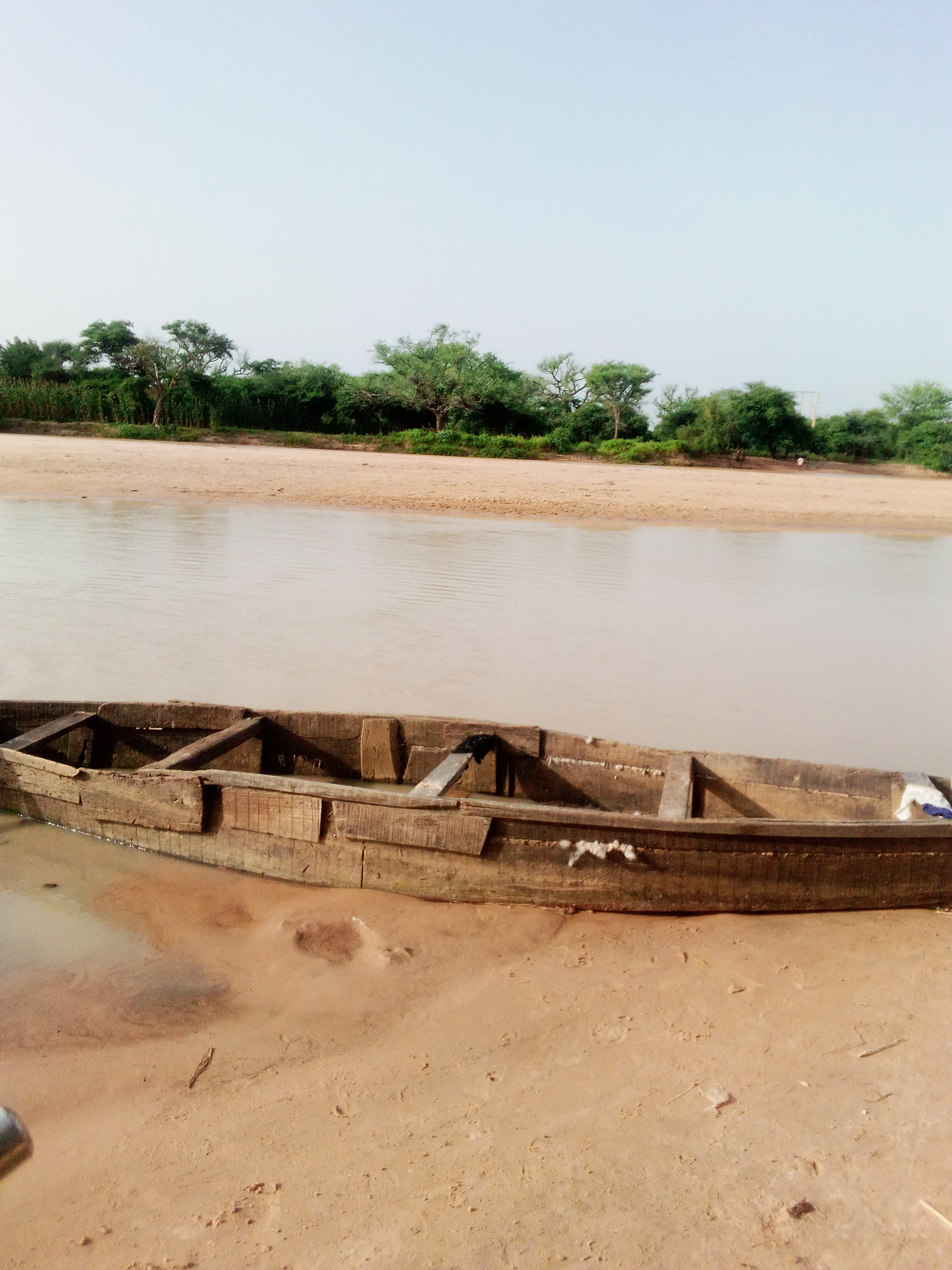
Ein Boot am Goulbi de Maradi beim Geschützten Wald von Madarounfa

Der Ursprung des Goulbi de Maradi liegt in Nigeria im Bundesstaat Katsina auf einer Höhe von 650 m. Er fließt zunächst in Ost-West-Richtung durch die Local Government Area Charanchi. Er passiert das Dorf Yargamji in der Local Government Area Batagarawa und das Dorf Abadau in der Local Government Area Batsari. Er schlägt nun eine Süd-Nord-Richtung ein. Linksseitig folgt der Hauptort Batsari und rechtsseitig das Dorf Kandawa in der Local Government Area Batsari. Er durchfließt den Jibia-See, der durch eine 1989 fertiggestellte Talsperre aufgestaut wird. Dahinter liegt am linken Flussufer der gleichnamige Hauptort der Local Government Area Jibia.
Der Goulbi der Maradi quert anschließend zum ersten Mal die Staatsgrenze zwischen Niger und Nigeria. Seine Uferregion zählt zu den bevölkerungsreichsten und zugleich ärmsten Gegenden Nigers. In ethnischer Hinsicht leben hier zu vier Fünfteln Hausa, ferner Tuareg und Fulbe. Bedeutende Uferorte in der Gemeinde Madarounfa sind links N’Yelwa und Tsamey Kontamaoua, rechts Kourfin Koura und Angoual Mata und schließlich links das urbane Zentrum Madarounfas. Linksseitig mündet der Madarounfa-Kanal zum Madarounfa-See ein, der wiederum vom Trockental Goulbi de Gabi gespeist wird. Vor der Entstehung des Sees mündete der Goulbi de Gabi direkt in den Goulbi de Maradi. Bei starker Wasserführung des Goulbi de Maradi ändert der Madarounfa-Kanal seine Fließrichtung und entwässert nicht den Madarounfa-See, sondern füllt ihn auf. Hinter dem See erstreckt sich am rechten Ufer des Goulbi de Maradi der 830 Hektar große Geschützte Wald von Madarounfa.
Nach den Gemeindehauptorten Djiratawa und Safo sowie den Dörfern Riadi und Soumarana erreicht der Fluss die rechter Hand gelegene Großstadt Maradi. Hier quert die 54,4 Kilometer lange Nationalstraße 18 das Tal. Hinter Maradi schlägt der Goulbi de Maradi eine Ost-West-Richtung ein. Jeweils rechtsseitig folgen nun als wichtige Uferorte der Gemeindehauptort Tibiri, die Dörfer El Kolta, Karazomé und Dan Tourké sowie das Stadtzentrum von Guidan Roumdji. Dahinter liegen am linken Ufer das Dorf Ballarabé und wieder am rechten Ufer die Dörfer Kabra, Guidan Alkali und Souloulou.
Etwa 80 Kilometer hinter der Großstadt Maradi quert der Goulbi de Maradi erneut die Staatsgrenze und erreicht den Bundesstaat Sokoto in Nigeria. Dort passiert er das linksseitig gelegene Dorf Takatsaba in der Local Government Area Sabon Birni und mündet gegenüber von deren gleichnamigem Hauptort in den Fluss Rima.

## Hydrometrie
Die angegebene Durchflussmenge des Goulbi de Maradi wurde an der hydrologischen Station bei der Brücke von Madarounfa bei gut der Hälfte des Einzugsgebietes gemessen, über die Jahre 1956 bis 1977 gemittelt (in m³/s).
| Jan. | Feb. | März | Apr. | Mai  | Juni | Juli | Aug. | Sept. | Okt. | Nov. | Dez. |
| ---- | ---- | ---- | ---- | ---- | ---- | ---- | ---- | ----- | ---- | ---- | ---- |
| 0    | 0    | 0    | 0    | 0.30 | 2.09 | 13.3 | 37.7 | 18.0  | 0.63 | 0.01 | 0    |

Der Goulbi de Maradi spielt eine wesentliche Rolle bei der Regulierung von drei großen Grundwasserleitern in seinem Einzugsgebiet. Seit der Errichtung des Staudamms des Jibia-Sees wurde die Wasserführung des dahinter gelegenen Hauptabschnitts des Goulbi de Maradi immer unregelmäßiger. In der Regenzeit kann sie jedoch, ähnlich wie die des weiter nördlich gelegenen Goulbin Kaba, immer noch gefährliche Ausmaße annehmen. Von Überschwemmungen sind regelmäßig mehrere Stadtviertel von Maradi betroffen, außerdem die im Einzugsgebiet gelegenen Gemeinden Dan-Issa, Gabi, Guidan Sori, Madarounfa, Safo, Sarkin Yamma und Tibiri.

## Wirtschaft und Umwelt

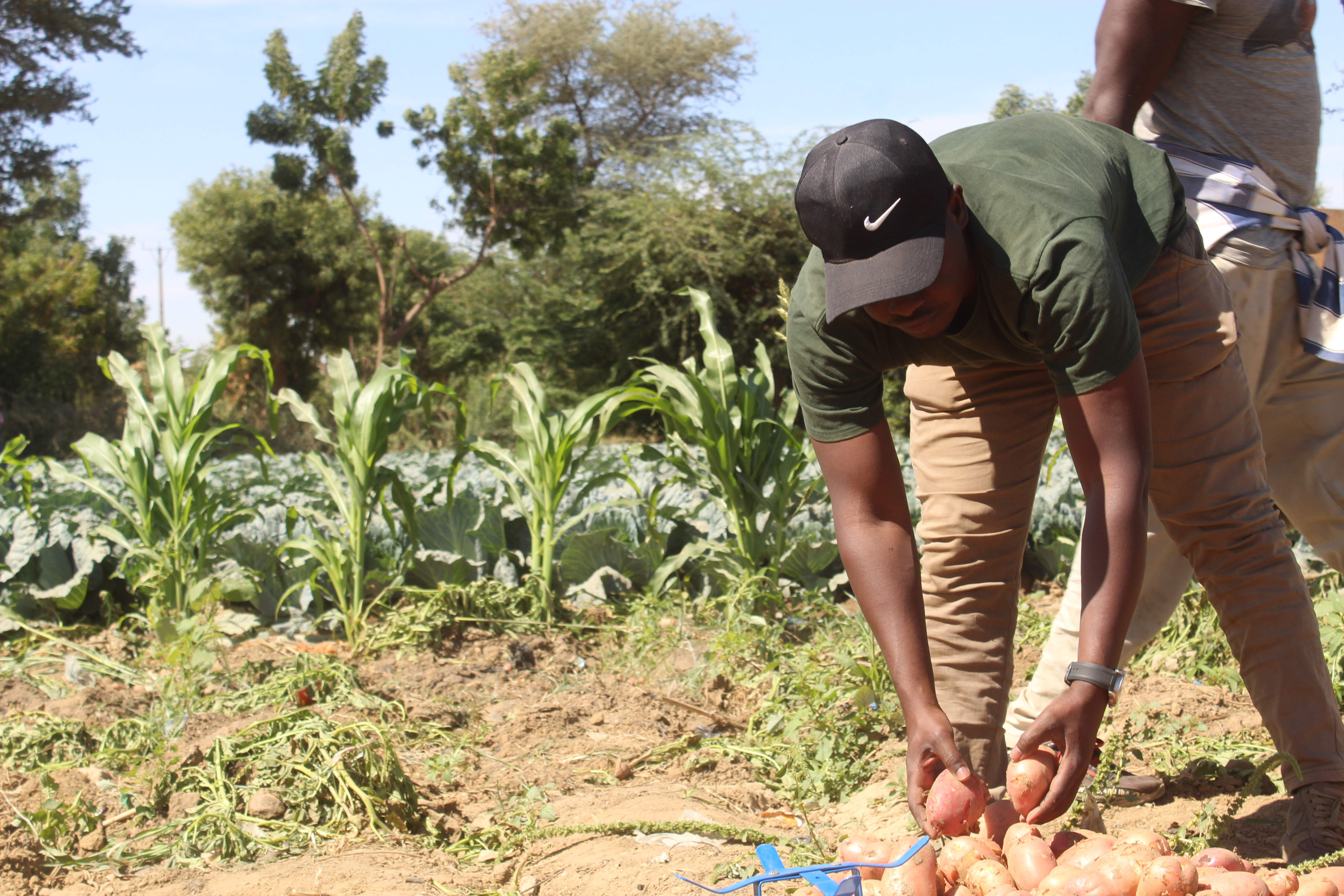
Kartoffelernte im Tal des Goulbi de Maradi

Die landwirtschaftliche Entwicklung im Tal des Goulbi de Maradi ist vor allem von unregelmäßigen Niederschlägen, von Bodendegradation und von der wachsenden Bevölkerungsdichte gehemmt. Zu den Vorteilen zählen die zumindest zeitweise Verfügbarkeit von Oberflächengewässern und der relativ hohe Grundwasserspiegel. Davon profitiert auch die Viehwirtschaft. Entlang des Tals wird Maniok kultiviert. Bei Madarounfa werden zudem Weizen, Tabak und Zuckerrohr angebaut. Im Obstbau wurden Meerrettichbäume, Mangos, Guaven und Zitrusfrüchte etabliert.

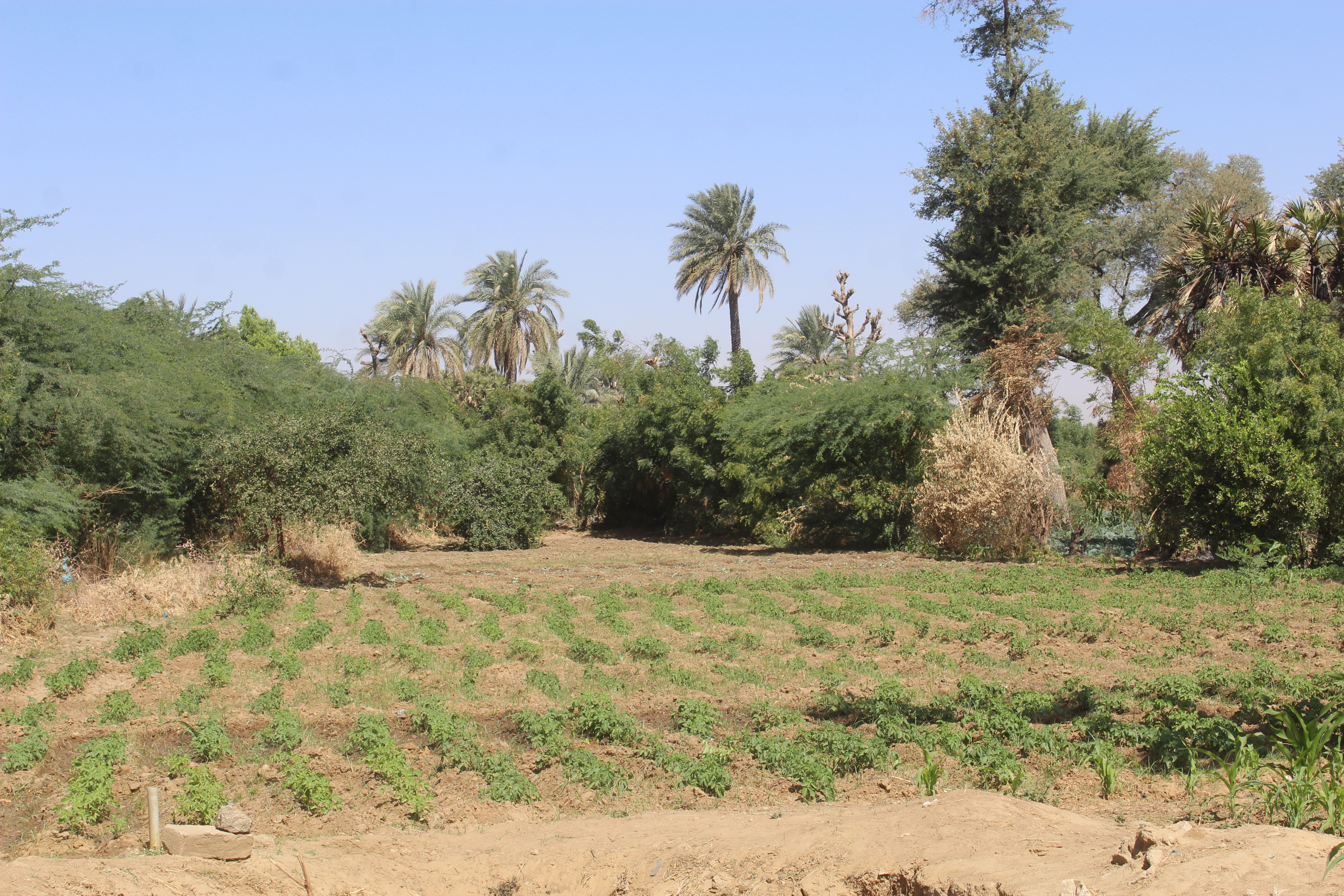
Ein Acker und Doumpalmen im Tal des Goulbi de Maradi

Typisch für das Tal des Goulbi de Maradi ist die Doumpalmen-Art Hyphaene thebaica. Verbreitet sind auch die Baum- und Straucharten Piliostigma reticulatum, Anabaum (Acacia albida), Guiera senegalensis, Wüstendattel (Balanites aegyptiaca), Combretum glutinosum und Oscher (Calotropis procera). Bei den krautigen Pflanzen dominieren Zornia glochidiata, Acanthospermum hispidum, Commelina benghalensis, Cenchrus biflorus, Aristida mutabilis, Alysicarpus ovalifolius, Eragrostis tremula und Cyperus amabilis.